# Семейный альбом (фильм, 1994)
«Семейный альбом» (англ. Family Album, также известен как «Семейный альбом Даниэлы Стил») — драма Джека Бендера, снятая в 1994 году. Картина основана по одноимённому роману Даниэлы Стил.

## Сюжет
Фэй Прайс — известная голливудская актриса, в которую влюбляется молодой лейтенант Уорд Тэйер. Спустя семь лет Фэй Прайс выходит за него замуж. Полностью посвятив себя мужу и детям, Фэй оставляет свою блестящую кинокарьеру.
Вскоре, спустив всё семейное состояние, Уорд уходит из дома. Узнав цену нищете и богатству, радости и горю, любви и неверности, Фэй возвращается в Голливуд, где вновь добивается успеха.
Проходят годы, дети вырастают и выбирают свой путь в жизни, а с Фэй остаётся фотоальбом, и в нём вся история её семьи — история жизни, в которой Фэй всегда помогала сила её любви…